# Erfreut euch, ihr Herzen, BWV 66
Erfreut euch, ihr Herzen, BWV 66 (Alegreu-vos, cors), és una cantata religiosa de Johann Sebastian Bach per al dilluns de Pasqua, estrenada a Leipzig, el 10 d'abril de 1724.

## Origen i context
Aquesta cantata és una paròdia d'una de profana, avui dia perduda, escrita a Köthen l'any 1718 per a l'aniversari del Príncep Leopold, amb el títol Der Himmel dacht auf Anhalts Ruhm und Gluck (BWV 66a), a partir d'un text de Christian Friedrich Hunold, que estava estructurada en forma de diàleg entre la Felicitat (contralt) i la Fama (tenor). L'autor desconegut d'aquesta cantata, tingué el problema de mantenir en l'esfera religiosa el format de diàleg, i el transforma en un entre el Temor (contralt) i l'Esperança (tenor). En el nou text es mantenen bastants números de la primera versió i s'hi afegeix un coral final que conté la tercera estrofa de l'himne Christ ist erstanden conegut des del segle x. En general, el text s'ajusta a les lectures del dia, en concret de l'evangeli, quan narra l'episodi en què dos deixebles camí d'Emmaús, es troben amb Jesús però són incapaços de reconèixer-lo Lluc (24, 13-35). Per a aquest segon dia de Pasqua es conserva, només, la BWV 6.

## Anàlisi
Obra escrita per a contralt, tenor, baix i cor; trompeta aguda, dos oboès, fagot, corda i baix continu. Consta de sis números.
1. Cor: Erfreut euch, ihr Herzen (Alegreu-vos, cors)
2. Recitatiu (baix): Es bricht das Grab und damit unsre Not (S'ha trencat el sepulcre i amb ell la nostra aflicció)
3. Ària (baix): Lasset dem Höchsten ein Danklied erschallen (Deixem que ressoni un himne al Déu suprem)
4. Recitatitu (contralt i tenor): Bei Jesu Leben freudig sein (La joia de poder viure prop de Jesús)
5. Ària (contralt i tenor): Ich fürchte nicht des Grabes Finsternissen (A mi m'espanta la foscor de la fossa)
6. Coral: Alleluja! Alleluja! Alleluja! (Al·leluia! Al·leluia! Al·leluia!)

El cor inicial de la cantata és el número que cloïa la versió profana, és una peça concertant amb estructura da capo i riquesa instrumental, amb una trompeta aguda; la part central ofereix un conjunt de progressions amples i contrastades, de gran audàcia cromàtica, associades als mots “temor i “angoixa”. Després d'un breu recitatiu, el mateix baix s'encarrega de l'ària, número 3, amb un aire indubtable de dansa, provinent de la versió profana original. En el número 4, un recitatiu a dos – contralt i tenor – comença el diàleg entre el temor i l'esperança, on les dues veus canten un text molt semblant, fet que en justifica la mateixa música, amb vocalitzacions llargues sobre la paraula “lligams”. A l'ària da capo del número 5, a càrrec del violí solista i el continu, amb les dues veus, temor i esperança, que canten pràcticament de manera homòfona. La cantata acaba amb un coral típic de les cantates religioses amb la melodia indicada, en lloc del cor habitual en les cantates profanes. Té una durada aproximada de pràcticament mitja hora.

## Discografia seleccionada
- J.S. Bach: Das Kantatenwerk. Sacred Cantatas Vol. 4. Gustav Leonhardt, Knabenchor Hannover (Heinz Henning, director), Collegium Vocale Gent (Philippe Herreweghe, director), Leonhardt-Consort, Paul Esswood, Kurt Equiluz, Max van Egmond. (Teldec), 1994.
- J.S. Bach: The complete live recordings from the Bach Cantata Pilgrimage. CD 13: Georgenkirche, Eisenach; 23 i 24 d'abril de 2000. John Eliot Gardiner, Monteverdi Choir, English Baroque Soloists, Daniel Taylor, James Gilchrist, Stephen Varcoe. (Soli Deo Gloria), 2013.
- J.S. Bach: Complete Cantatas Vol. 9. Ton Koopman, Amsterdam Baroque Orchestra & Choir, Bernhard Landauer, Christoph Prégardien, Klaus Mertens. (Challenge Classics), 2005.
- J.S. Bach: Cantatas Vol. 18. Masaaki Suzuki, Bach Collegium Japan, Robin Blaze, Makoto Sakuda, Peter Kooij. (BIS), 2002.
- J.S. Bach: Church Cantatas Vol. 21. Helmuth Rilling, Gächinger Kantorei, Bach-Collegium Stuttgart, Hildegard Laurich, Adalbert Kraus, Philippe Huttenlocher. (Hänssler), 1999.
- J.S. Bach: Cantatas 66 & 249 . Philippe Herreweghe, Collegium Vocale Gent, Wessel, Daniel Taylor, Peter Kooij. (Harmonia Mundi), 1994.